# Épidémiologie du sida
Le VIH / SIDA, ou virus de l'immunodéficience humaine, est qualifié par l'OMS d’« épidémie mondiale » et est considéré par certains comme une pandémie. D'après ONUSIDA, à travers le monde, 38 millions de personnes vivent avec le VIH et 1,7 million ont été nouvellement infectées en 2020. Depuis le début de l’épidémie, il est estimé que 76 millions de personnes ont contracté ce virus et que peut-être 42 millions en sont morts. À ce jour, il n'existe aucun remède contre le VIH. Cependant, des traitements, des programmes d'éducation, des soins médicaux appropriés et un soutien ont été mis en place pour accompagner les porteurs du virus.
Sur les 32 millions de morts du sida entre 1990 et 2020, d'après l'OMS, 23 millions étaient des Africaines et des Africains hétérosexuels (72 %). Trois millions étaient des homosexuels. Et trois millions étaient des héroïnomanes.
L'origine du virus de l'immunodéficience humaine est en Afrique centrale, plus précisément à Kinshasa, la capitale de la République démocratique du Congo où le virus s’est disséminé à bas bruit dans les années 1920 à 1970,,. Le syndrome d'immunodéficience acquise (sida) a été décrit pour la première fois en 1981. En 1983, le virus du VIH est séquencé et identifié comme la cause du sida,,. L’épidémie change d’échelle dans les années 1990. L'incidence mondiale de l'infection à VIH a culminé en 1997 avec 3,3 millions de nouveaux cas. Et l'incidence mondiale a connu un plateau de 1997 à 2005, avec environ 2,6 millions par an.
En dehors de l’Afrique australe et du sud de l’Afrique de l’Est, le monde a globalement été épargné par l’épidémie de VIH. En Europe, en Amérique, en Asie, en Océanie, rares sont les pays où la prévalence du VIH chez les adultes est supérieure à 1 %. En Inde où il est dénombré 2,5 millions de personnes infectées au VIH, la prévalence en 2016 est de l’ordre de 0,2 %. Dans ces pays, les principales communautés infectées par le VIH sont les homosexuels et dans un autre registre les toxicomanes. En Occident, la prévalence du VIH dans la communauté gay est autour de 15 %,. A travers le monde, sur les 16 millions de personnes qui utilisent des drogues intraveineuses, il est estimé qu’au moins 3 millions sont actuellement infectés par le VIH.
L’Afrique australe est la région du monde la plus touchée par le VIH. En Afrique du Sud, la prévalence du VIH est en 2016 de 21% chez les 15-49 ans. Entre 7 et 8 millions de Sud-Africains vivent avec le VIH. Dans le pays de Nelson Mandela, la prévalence du VIH est de 27% pour les femmes contre 14% chez les hommes.

## Épidémiologie

### Données mondiales sur le VIH
|                                 | 1990-1999 | 2000-2009  | 2010-2019 | Total cumulé des décès |
| ------------------------------- | --------- | ---------- | --------- | ---------------------- |
| Monde                           | 7 710 000 | 15 300 000 | 8 810 000 | 31 820 000             |
| Afrique subsaharienne           | 5 840 000 | 11 590 000 | 5 830 000 | 23 260 000             |
| Afrique du Nord et Moyen-Orient | 15 000    | 67 000     | 128 000   | 210 000                |
| Amérique du Nord et du Sud      | 816 000   | 751 000    | 559 000   | 2 126 000              |
| Europe et ex-URSS               | 200 000   | 294 000    | 374 000   | 868 000                |
| Asie-Pacifique                  | 127 000   | 576 000    | 514 000   | 1 217 000              |
| Indo-Asie / Asie du Sud-Est     | 642 000   | 2 030 000  | 1 400 000 | 4 072 000              |

Depuis le premier cas de VIH / sida décrit en 1981, bien que rare, ce virus continue d’être un grave problème de santé dans plusieurs régions du monde. Sur les 38 millions de personnes atteintes du VIH / sida, 36,2 millions étaient des adultes et 1,8 million des enfants de moins de 15 ans. Parmi ces 38 millions de personnes vivant avec le VIH, environ 24,5 millions d'entre elles reçoivent une thérapie antirétrovirale (TAR). En 2019, environ 690 000 personnes sont décédées de maladies liées au sida. La mortalité liée au sida a diminué de 39 % depuis 2010.
Le nombre de personnes infectées par le VIH continue d'augmenter dans la plupart des régions du monde, malgré la mise en œuvre de stratégies de prévention. L'Afrique subsaharienne est de loin la région la plus touchée, avec environ 25 millions de personnes infectées en 2020, 65 % du total global. Avec 5,6 millions de personnes infectées par le VIH, l'Inde et l'Asie de l'Est et du Sud-Est représentent environ 15 % du total mondial. L'Amérique latine en compte 2,1 millions (5 %), tout comme l'Occident (5 %). Enfin en ex-URSS, il y aurait 1,7 million de personnes infectées au VIH (4 % du total mondial). La pandémie n’est pas homogène au sein des régions, certains pays sont plus touchés que d’autres. Même au niveau d'un même pays, il existe de grandes variations dans les niveaux d'infection entre les différentes zones.
Partout dans le monde, il existe une sérophobie, c'est-à-dire une stigmatisation et une discrimination liées au VIH / sida. Les patients infectés sont davantage sujets au jugement, au harcèlement et aux actes de violence.
À la fin de 2019, 18,6 milliards de dollars étaient disponibles pour la riposte au sida dans les pays à revenu faible et intermédiaire, soit près de 1,3 milliard de dollars de moins qu'en 2017. Environ 57 % des ressources totales consacrées au VIH dans les pays à revenu faible ou intermédiaire en 2019 provenaient de sources nationales.

### VIH par aire culturelle

#### Afrique sub-saharienne

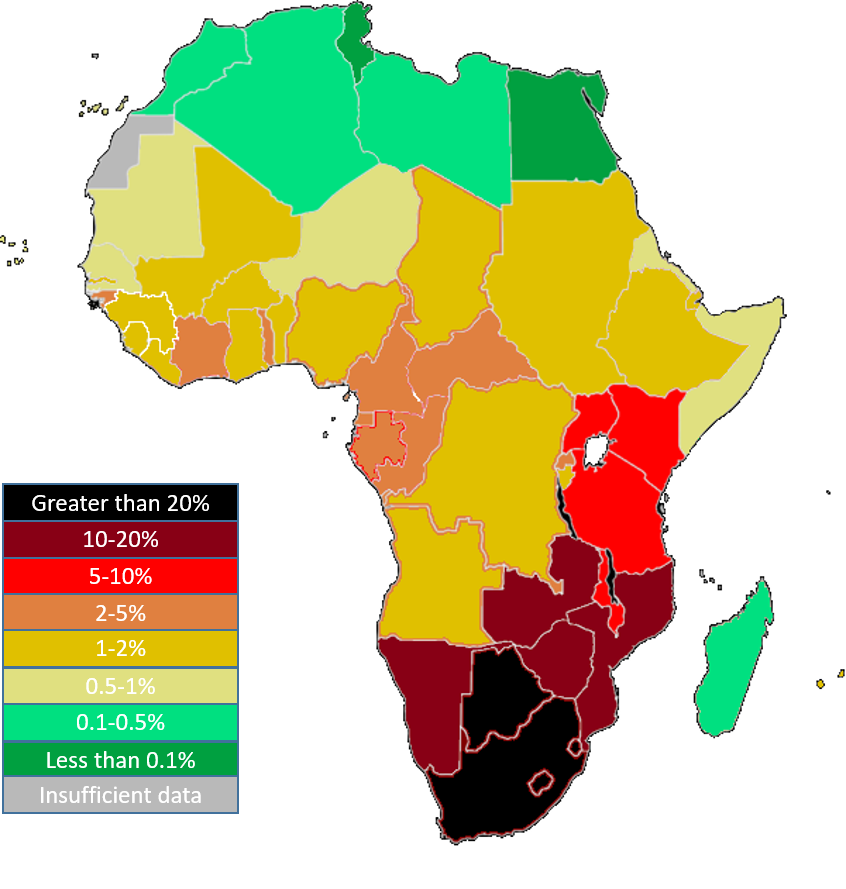
Prévalence du VIH en Afrique en 2021

L'Afrique subsaharienne abrite 12% de la population mondiale et concentre les deux tiers de toutes les personnes infectées par le VIH. Chaque année en Afrique subsaharienne, environ 1 million d'individus contractent le VIH tandis que 440 000 en décèdent.
Les racines du VIH se trouvent en Afrique centrale, précisément dans le sud du Cameroun. Depuis des centaines d’années, certains chimpanzés d’Afrique centrale de l’Ouest (Pan troglodytes troglodytes) sont infectés par un virus de l'immunodéficience simienne (VIS). Ce virus a pu être transmis à des chasseurs lorsqu’ils dépeçaient les carcasses de chimpanzé. Dans les années 1920, moins d’une centaine d’Africains avaient contracté ainsi un VIH. Pour plus de détails, consulter l'article : Origine du virus de l'immunodéficience humaine.
D’après Jacques Pépin, la prostitution ne peut pas être l'unique facteur qui a propagé initialement le VIH. Selon toute vraisemblance, la réutilisation de seringues non stérilisées en Afrique pour traiter diverses maladies tropicales dans les années 1950, est à l’origine de la première diffusion du VIH. Des injections intraveineuses pouvaient facilement être réalisées pour lutter contre la syphilis, la maladie du sommeil, la tuberculose ou encore la malaria. Au Cameroun, de telles pratiques ont été à l’origine de l’épidémie d’hépatite C : la prévalence du VHC est ainsi de 40 à 50 % parmi les Camerounais nés avant 1945, de 15% pour ceux nés avant 1960, et tout au plus de 3% pour ceux nés entre 1970 et 1990. Le pourcentage de personnes atteintes était aussi significativement plus élevé chez les hommes circoncis grâce à une lame de rasoir passant de mains en mains. Toutefois, pour lui, l'ensemble des facteurs sociaux se doublerait de propriétés intrinsèques au virus lui-même, sans élucider pourquoi le virus est resté de prévalence faible à Kinshasa.
À travers sa politique sanitaire, le Congo belge puis le Zaïre semble avoir disséminé à bas bruit le VIH chez les patients fréquentant les centres de santé. Dans le district de Lemba dans la capitale Kinshasa, la prévalence du VIH est passée de 0,25 % en 1970 à 3 % en 1980. L’Afrique centrale où est pourtant né le VIH n’est pas particulièrement touchée par l’épidémie de VIH. En 2014, la prévalence chez les adultes en République démocratique du Congo est de l’ordre de 2%. L’Afrique de l’Ouest, a également été épargnée. A l’exception de quelques pays (Côte d'Ivoire et Guinée-Bissau), la prévalence du VIH n’est pas différente du reste du monde.
En revanche, l’Afrique australe est en 2021 la région la plus durement touchée par le VIH, avec des taux de prévalence dépassant 20% en Afrique du Sud, au Lesotho, au Swaziland et au Botswana. A contrario, en Angola, le taux n’a jamais dépassé les 2 %. Dans la région sud-africaine du Kwazulu, durant les toutes dernières années du régime Apartheid, la prévalence du VIH chez les femmes est passée de moins de 1% en 1990 à 30% en 1997. Aujourd’hui elle dépasse 40%. Or le virus VIH ne se transmet pas comme le virus de la grippe. Et les rapports sexuels ne peuvent pas tout expliquer. En Afrique du Sud, alors que l’épidémie de VIH devient incontrôlable, à la fin des années 1990 des scientifiques essentiellement anglo-saxons (Peter Duesberg, le groupe de Perth) censés conseiller le gouvernement sud-africain, véhiculent de la désinformation : ils affirment (1) qu'il n'y pas de lien entre VIH et sida, (2) que les traitements antirétroviraux sont toxiques. Ces politiques de négation du sida ont entravé la création de programmes efficaces de distribution de médicaments antirétroviraux et ont conduit à plusieurs centaines de milliers de morts,. Pour plus de détails, consulter l'article : Contestation de la responsabilité du VIH dans le sida. Des théories du complot ont aussi circulé.
| Pays                             | Enquête     | Prévalence chez les 15-49 ans | Femmes                  | Hommes                  | Séropositifs (est.) |
| -------------------------------- | ----------- | ----------------------------- | ----------------------- | ----------------------- | ------------------- |
| Afrique australe                 |             | 12,30%                        |                         |                         | 14 500 000          |
| Afrique du Sud                   | 2016 DHS    | 21,2% (CI: 19.2 – 23.3)       | 27,3% (CI: 24.7 – 29.9) | 13,3% (CI: 11.0 – 15.6) | 7 880 000           |
| Angola                           | 2015-16 DHS | 2,0% (CI: 1.6 – 2.4)          | 2,6% (CI: 2.0 – 3.1)    | 1,2% (CI: 0.8 – 1.6)    | 320 000             |
| Botswana                         | ONUSIDA     | 22%                           |                         |                         | 340 000             |
| Lesotho                          | 2014 DHS    | 24,6% (CI: 23.0 – 26.3)       | 29,7% (CI: 27.5 – 31.8) | 19,6% (CI: 17.5 – 21.6) | 300 000             |
| Malawi                           | 2015-16 DHS | 8,8% (CI: 7.9 – 9.6)          | 10,8% (CI: 9.6 – 11.9)  | 7,1% (CI: 6.2 – 8.0)    | 900 000             |
| Madagascar                       | ONUSIDA     | 0,3%                          |                         |                         | 45 000              |
| Mozambique                       | 2015 AIS    | 13,2% (CI: 11.7 – 14.6)       | 15,4% (CI: 13.7 – 17.2) | 10,2% (CI: 8.9 – 11.6)  | 2 100 000           |
| Namibie                          | 2013 DHS    | 14,0% (CI: 12.8 – 15.3)       | 16,9% (CI: 15.3 – 18.5) | 11,4% (CI: 9.8 – 13.1)  | 220 000             |
| Swaziland                        | 2006-07 DHS | 25,9% (CI: 24.4 – 27.4)       | 31,1% (CI: 29.3 – 32.9) | 19,7% (CI: 17.9 – 21.5) | 165 000             |
| Zambie                           | 2018 DHS    | 11,1% (CI: 10.2 – 12.0)       | 14,2% (CI: 12.9 – 15.5) | 8,3% (CI: 7.5 – 9.1)    | 1 020 000           |
| Zimbabwe                         | 2015 DHS    | 13,8% (CI: 12.9 – 14.8)       | 16,7% (CI: 15.5 – 17.8) | 11,3% (CI: 10.3 – 12.3) | 1 180 000           |
| Afrique de l'Est                 |             | 3,10%                         |                         |                         | 6 000 000           |
| Burundi                          | 2016-17 DHS | 0,9% (CI: 0.7 – 1.2)          | 1,2% (CI: 0.9 – 1.5)    | 0,7% (CI: 0.5 – 1.0)    | 56 000              |
| Djibouti                         | ONUSIDA     | 3%                            |                         |                         | 18 000              |
| Éthiopie                         | 2016 DHS    | 0,9% (CI: 0.7 – 1.2)          | 1,2% (CI: 0.9 – 1.6)    | 0,6% (CI: 0.4 – 0.8)    | 545 000             |
| Erythrée                         | ONUSIDA     | 0,6%                          |                         |                         | 20 000              |
| Kenya                            | 2008-09 DHS | 6,3% (CI: 5.3 – 7.3)          | 8,0% (CI: 6.7 – 9.3)    | 4,6% (CI: 3.5 – 5.6)    | 1 725 000           |
| Ouganda                          | 2011 AIS    | 7,3% (CI: 6.8 – 7.9)          | 8,3% (CI: 7.6 – 9.1)    | 6,1% (CI: 5.4 – 6.7)    | 1 575 000           |
| Rwanda                           | 2014-15 DHS | 3,0% (CI: 2.6 – 3.4)          | 3,6% (CI: 3.1 – 4.1)    | 2,5% (CI: 2.0 – 2.9)    | 214 500             |
| Somalie                          | ONUSIDA     | 0,4%                          |                         |                         | 24 000              |
| Soudan du Nord                   | ONUSIDA     | 0,4                           |                         |                         | 99 000              |
| Soudan du Sud                    | ONUSIDA     | 2,70%                         |                         |                         | 150 000             |
| Tanzanie                         | 2011-12 AIS | 5,1% (CI: 4.6 – 5.7)          | 6,2% (CI: 5.5 – 6.8)    | 3,8% (CI: 3.2 – 4.5)    | 1 550 000           |
| Afrique centrale                 |             | 1,70%                         |                         |                         | 1 500 000           |
| Cameroun                         | 2018 DHS    | 2,7% (CI: 2.3 – 3.1)          | 3,4% (CI: 2.9 – 4.0)    | 1,9% (CI: 1.5 – 2.3)    | 415 000             |
| République démocratique du Congo | 2013-14 DHS | 1,2% (CI: 0.8 – 1.5)          | 1,6% (CI: 1.1 – 2.2)    | 0,6% (CI: 0.3 – 0.9)    | 705 000             |
| Congo-Brazzaville                | 2009 AIS    | 3,2% (CI: 2.5 – 3.8)          | 4,1% (CI: 3.2 – 5.1)    | 2,1% (CI: 1.5 – 2.6)    | 95 000              |
| Gabon                            | 2012 DHS    | 4,1 (CI: 3.3 – 4.8)           | 5,8 (CI: 4.6 – 7.0)     | 2,7 (CI: 2.0 – 3.4)     | 53 000              |
| Guinée équatoriale               | ONUSIDA     | 5,00%                         |                         |                         | 38 000              |
| République centrafricaine        | ONUSIDA     | 3,60%                         |                         |                         | 120 000             |
| Tchad                            | 2014-15 DHS | 1,6% (CI: 1.2 – 2.0)          | 1,8% (CI: 1.3 – 2.3)    | 1,3% (CI: 0.9 – 1.7)    | 140 000             |
| Afrique de l'Ouest               |             | 1,50%                         |                         |                         | 3 300 000           |
| Bénin                            | ONUSIDA     | 1,20%                         |                         |                         | 78 000              |
| Côte d'Ivoire                    | 2011-12 DHS | 3,7% (CI: 3.1 – 4.3)          | 4,6% (CI: 3.8 – 5.4)    | 3,3% (CI: 2.6 – 4.0)    | 570 000             |
| Gambie                           | 2013 DHS    | 1,9% (CI: 1.4 – 2.4)          | 2,1% (CI: 1.5 – 2.7)    | 1,8% (CI: 1.0 – 2.5)    | 25 000              |
| Ghana                            | 2014 DHS    | 2,0% (CI: 1.6 – 2.4)          | 2,8% (CI: 2.2 – 3.5)    | 1,1% (CI: 0.7 – 1.5)    | 365 000             |
| Guinée Conakry                   | 2018 DHS    | 1,5% (CI: 1.1 – 1.8)          | 1,6% (CI: 1.2 – 2.0)    | 1,2% (CI: 0.7 – 1.7)    | 107 000             |
| Guinée Bissau                    | ONUSIDA     | 4,00%                         |                         |                         | 44 000              |
| Libéria                          | 2013 DHS    | 1,9% (CI: 1.3 – 2.5)          | 2,0% (CI: 1.3 – 2.7)    | 1,7% (CI: 0.9 – 2.5)    | 52 000              |
| Mali                             | 2012-13 DHS | 1,1% (CI: 0.8 – 1.4)          | 1,3% (CI: 1.0 – 1.7)    | 0,9% (CI: 0.5 – 1.2)    | 120 000             |
| Niger                            | 2012 DHS    | 0,4% (CI: 0.2 – 0.5)          | 0,4% (CI: 0.2 – 0.5)    | 0,4% (CI: 0.2 – 0.6)    | 53 000              |
| Nigéria                          | ONUSIDA     | 1,40%                         |                         |                         | 1 540 000           |
| Sénégal                          | 2017 DHS    | 0,5% (CI: 0.3 – 0.6)          | 0,5% (CI: 0.3 – 0.7)    | 0,5% (CI: 0.3 – 0.7)    | 51 000              |
| Sierra Leone                     | 2019 DHS    | 1,7% (CI: 1.4 – 2.0)          | 2,2% (CI: 1.8 – 2.6)    | 1,3% (CI: 0.9 – 1.7)    | 63 000              |
| Togo                             | 2013-14 DHS | 2,5% (CI: 2.0 – 2.9)          | 3,1% (CI: 2.5 – 3.7)    | 1,9% (CI: 1.4 – 2.3)    | 110 000             |

#### Afrique du Nord et Moyen-Orient
La prévalence du VIH / sida parmi la population adulte (15-49 ans) au Moyen-Orient et en Afrique du Nord est estimée à moins de 0,1% entre 1990 et 2018. Dans cette région, environ 240 000 personnes vivent avec le VIH et l'Iran représente environ un quart (61 000) de la population séropositive. Chaque année, 20 000 personnes sont nouvellement infectées et 8 000 décèdent du sida. En 2018, la moitié des décès liés au sida dans cette région sont survenus en Iran et en Égypte.

#### Inde et Asie
En Asie-Pacifique et dans la zone Indo-Asie, environ 5.8 millions de personnes sont infectés au VIH. Chaque année, 300 000 individus sont nouvellement infectés tandis que 160 000 décèdent de maladies en lien avec le sida.En Inde où il est dénombré 2,5 millions de personnes infectées au VIH, la prévalence en 2016 est de l’ordre de 0,2%. Dans cette région, les migrants sont particulièrement vulnérables : 67% des personnes infectées au Bangladesh et 41% au Népal sont des migrants de retour d'Inde.
En Chine au début des années 1990, dans certaines zones rurales, en particulier dans la province du Henan, des agriculteurs étaient recrutés dans plusieurs centaines de stations de collecte de plasma. Le sang collecté était mélangé. Aucun examen de dépistage du VIH ou du virus de l'hépatite C n’était effectué au préalable. Une partie du sang collecté était ré-infusée à chaque donneur. Dans certaines régions entre 9 et 17 % des donneurs rémunérés acquirent ainsi le VIH, soit environ 250 000 Chinois contaminés.
En Asie de l'Est (Chine, Japon, Corée), les homosexuels représentent 18% des nouveaux cas de VIH / SIDA et les relations sexuels tarifées 29% des nouveaux cas
.

#### Amérique du Nord
Depuis le début de l'épidémie au début des années 1980, plus de 1,2 million de personnes ont reçu un diagnostic de VIH aux États-Unis. Chaque année, 38 000 nouveaux cas de VIH sont diagnostiqués aux États-Unis. Environ 14% des porteurs du VIH aux États-Unis ne seraient pas au courant de leur infection. Le VIH est plus courant dans les grandes villes de Californie (Los Angeles et San Francisco), la côte Est (New York) et dans les villes urbaines du Sud profond. Les taux sont plus bas dans l'Utah, au Texas et dans le nord de la Floride. La prévalence du VIH à Washington DC, la capitale du pays, s’élève à 3% et est la plus élevée du pays. Ce taux est comparable à ce que l'on observe en Afrique centrale.
Les homosexuels représentent environ 8 diagnostics sur 10 chez les hommes. Des études récentes ont montré qu'un homme gay et bisexuel sur 6 était infecté par le VIH. La prévalence du VIH chez les femmes transgenres est de 11,8%. À l'origine, l’épidémie de VIH au sein de la communauté gay aux États-Unis pourrait avoir été amplifiée par le commerce du plasma sanguin. À partir de juillet 1981, quelques semaines après la première description par la communauté scientifique de cas de sida, le magazine gay The Advocate basé à Los Angeles publie de nombreuses publicités offrant 50 dollars par plasmaphérèse. Sur présentation de la publicité, ces centres accueillaient les donneurs à San Francisco, Los Angeles ou New York. La société Alpha Plasma Centers exploitait ainsi 26 centres. Des homosexuels pourraient avoir été contaminés dans ces centres, et auraient transmis ensuite le VIH à leurs partenaires sexuels.
Le sida est l'une des trois principales causes de décès des hommes afro-américains âgés de 25 à 54 ans et des femmes afro-américaines âgées de 35 à 44 ans aux États-Unis d'Amérique. Aux États-Unis, les Afro-Américains représentent environ 48% de la population totale séropositive et représentent plus de la moitié des nouveaux cas de VIH, bien qu'ils ne représentent que 12% de la population. En 2018, il y avait 4 fois plus de femmes afro-américaines (environ 4 000 cas) qui avaient contracté le VIH que de femmes blanches (environ 1 000 cas) aux États-Unis. En d'autres termes, une femme afro-américaine risque 20 fois plus d'être infectée par le VIH qu'une femme blanche.
Aux États-Unis, une nouvelle vague d'infection est imputée à l'utilisation de méthamphétamine, connue sous le nom de crystal meth. Les recherches présentées à la 12e Conférence annuelle sur les rétrovirus à Boston en février 2005 ont conclu que la consommation de crystal meth ou de cocaïne est un facteur de risque de devenir séropositif.
En 2016, il y avait environ 63 100 personnes infectées au VIH au Canada. La prévalence du VIH augmente rapidement parmi les Canadiens autochtones.

#### Amérique latine
Les populations d'Amérique centrale et d'Amérique du Sud comptent environ 2.1 million de personnes actuellement infectées par le VIH, avec une prévalence d'environ 0,4%. Chaque année, 120 000 personnes sont nouvellement infectées tandis que 37 000 individus décèdent des conséquences du sida. En Amérique latine, 75% des personnes séropositives reçoivent des antirétroviraux. Dans ces régions du continent américain, seuls le Guatemala et le Honduras ont une prévalence nationale du VIH supérieure à 1%. Dans ces pays, les hommes infectés par le VIH sont plus nombreux que les femmes infectées par le VIH d'environ 3:1.
Les Caraïbes sont la deuxième région du monde la plus touchée. Chez les adultes âgés de 15 à 44 ans, le sida est devenu la principale cause de décès. La prévalence du VIH dans les Caraïbes est de 0,9%, et 330 000 Caraïbéens sont infectés au VIH. Chaque année, il se produit 13 000 nouvelles infections pour 6 900 décès en lien avec le sida. La transmission du VIH se produit en grande partie par des relations hétérosexuelles, deux tiers des infections au VIH sont attribués à cette voie. Les rapports sexuels entre hommes sont également une voie de transmission importante. La transmission du VIH par l’injection de drogues reste rare, sauf aux Bermudes et à Porto Rico.
Dans les Caraïbes, les Bahamas sont le pays où la prévalence du VIH / SIDA est le plus haut avec un taux de 3,2%. En Haïti, la prévalence est de 2,3% en 2017.

#### Europe de l'Ouest et de l'Est
En Europe de l’Ouest, en 2019, la prévalence chez les adultes (15–49 ans) dans cette région est de 0,3% avec entre 570 000 et 890 000 personnes actuellement infectées par le VIH. Entre 20 000 et 30 000 nouveaux cas de VIH sont diagnostiqués chaque année dans l’Union européenne. En raison de la disponibilité des traitements antirétroviraux, les décès dus au sida sont restés faibles depuis la fin des années 1990. Selon les données de la CIA de 2013 et 2014, les pays les plus touchés en valeur absolue étaient la France (180 000 séropositifs), l'Espagne (150 400), le Royaume-Uni (126 700) et l'Italie (122 000). 
En ex-URSS, du fait d’un contexte d'effondrement social et économique et d’une disponibilité accrue aux drogues intraveineuses, le taux d'infection au VIH est supérieur à 1%. Il est estimé qu’environ 1,7 million de personnes sont infectées en 2019. Chaque année en ex-URSS, 170 000 personnes contractent le VIH et 35 000 décèdent du sida.